# Oberon (Dakota du Nord)
Pour les articles homonymes, voir Obéron.
La ville d’Oberon est située dans le comté de Benson, dans l’État du Dakota du Nord, aux États-Unis. Sa population s’élevait à 105 habitants lors du recensement de 2010, estimée à 104 habitants en 2018.

## Histoire
Oberon a été fondée en 1886 et tient son nom le personnage d'Obéron de la pièce de théâtre Le Songe d'une nuit d'été de William Shakespeare.

## Démographie
| Groupe            | Oberon | Dakota du Nord | États-Unis |
| ----------------- | ------ | -------------- | ---------- |
| Blancs            | 62,9   | 90,0           | 72,4       |
| Amérindiens       | 31,4   | 5,4            | 0,9        |
| Métis             | 5,7    | 1,8            | 2,9        |
| Autres            | 0      | 2,8            | 23,8       |
| Total             | 100    | 100            | 100        |
|                   |        |                |            |
| Latino-Américains | 9,5    | 2,0            | 16,7       |

Selon l’American Community Survey, pour la période 2011-2015, 100 % de la population âgée de plus de 5 ans déclare parler l’anglais à la maison.
| 1950 | 1960 | 1970 | 1980 | 1990 | 2000 |
| ---- | ---- | ---- | ---- | ---- | ---- |
| 238  | 248  | 151  | 150  | 103  | 81   |

| 2010 | - | - | - | - | - |
| ---- | - | - | - | - | - |
| 105  | - | - | - | - | - |

## Source
- (en) Cet article est partiellement ou en totalité issu de l’article de Wikipédia en anglais intitulé « Oberon, North Dakota » (voir la liste des auteurs).